# Општина Лос Кабос
Лос Кабос (шп. Los Cabos) општина је у Мексику у савезној држави Јужна Доња Калифорнија. Општина се налази на надморској висини од 45 м.

## Становништво
Према подацима из 2010. у општини је живело 238487 становника.

### Хронологија
| Година       | 2000                   | 2005                   | 2010                     |
| ------------ | ---------------------- | ---------------------- | ------------------------ |
| Становништво | 105469 (55756 / 49713) | 164162 (85662 / 78500) | 238487 (123101 / 115386) |

### Попис
| \| \| м \| \| \| ж \| \| 0—2 \| 7.985 \| \| \| 7.728 \| \| 3—5 \| 7.727 \| \| \| 7.623 \| \| 6—11 \| 14.530 \| \| \| 14.066 \| \| 12—14 \| 6.442 \| \| \| 6.050 \| \| 15—17 \| 6.210 \| \| \| 6.184 \| \| 18—24 \| 16.025 \| \| \| 15.258 \| \| 60+ \| 4.676 \| \| \| 4.475 \| \| Просек : \| 28,1 \| \| \| 27,7 \| |        |  |  |        |
| |        |  |  |        |
| | м      |  |  | ж      |
| 0—2 | 7.985  |  |  | 7.728  |
| 3—5 | 7.727  |  |  | 7.623  |
| 6—11 | 14.530 |  |  | 14.066 |
| 12—14 | 6.442  |  |  | 6.050  |
| 15—17 | 6.210  |  |  | 6.184  |
| 18—24 | 16.025 |  |  | 15.258 |
| 60+ | 4.676  |  |  | 4.475  |
| Просек : | 28,1   |  |  | 27,7   |

| #   | Индикатор                                                                                        | Вредност |
| --- | ------------------------------------------------------------------------------------------------ | -------- |
| 1   | Становништво од 0 до 2 године                                                                    | 15713    |
| 2   | Мушко становништво од 0 до 2 године                                                              | 7985     |
| 3   | Женско становништво од 0 до 2 године                                                             | 7728     |
| 4   | Становништво са 3 и више година                                                                  | 217634   |
| 5   | Мушко становништво са 3 и више година                                                            | 112537   |
| 6   | Женско становништво са 3 и више година                                                           | 105097   |
| 7   | Становништво са 5 и више година                                                                  | 207201   |
| 8   | Мушко становништво са 5 и више година                                                            | 107333   |
| 9   | Женско становништво са 5 и више година                                                           | 99868    |
| 10  | Становништво са 12 и више година                                                                 | 173688   |
| 11  | Мушко становништво са 12 и више година                                                           | 90280    |
| 12  | Женско становништво са 12 и више година                                                          | 83408    |
| 13  | Становништво са 15 и више година                                                                 | 161196   |
| 14  | Мушко становништво са 15 и више година                                                           | 83838    |
| 15  | Женско становништво са 15 и више година                                                          | 77358    |
| 16  | Становништво са 18 и више година                                                                 | 148802   |
| 17  | Мушко становништво са 18 и више година                                                           | 77628    |
| 18  | Женско становништво са 18 и више година                                                          | 71174    |
| 19  | Становништво од 3 до 5 година                                                                    | 15350    |
| 20  | Мушко становништво од 3 до 5 година                                                              | 7727     |
| 21  | Женско становништво од 3 до 5 година                                                             | 7623     |
| 22  | Становништво од 6 до 11 година                                                                   | 28596    |
| 23  | Мушко становништво од 6 до 11 година                                                             | 14530    |
| 24  | Женско становништво од 6 до 11 година                                                            | 14066    |
| 25  | Становништво од 8 до 14 година                                                                   | 31252    |
| 26  | Мушко становништво од 8 до 14 година                                                             | 15991    |
| 27  | Женско становништво од 8 до 14 година                                                            | 15261    |
| 28  | Становништво од 12 до 14 година                                                                  | 12492    |
| 29  | Мушко становништво од 12 до 14 година                                                            | 6442     |
| 30  | Женско становништво од 12 до 14 година                                                           | 6050     |
| 31  | Становништво од 15 до 17 година                                                                  | 12394    |
| 32  | Мушко становништво од 15 до 17 година                                                            | 6210     |
| 33  | Женско становништво од 15 до 17 година                                                           | 6184     |
| 34  | Становништво од 18 до 24 године                                                                  | 31283    |
| 35  | Мушко становништво од 18 до 24 године                                                            | 16025    |
| 36  | Женско становништво од 18 до 24 године                                                           | 15258    |
| 37  | Женско становништво од 15 до 49 година                                                           | 66700    |
| 38  | Становништво са 60 и више година                                                                 | 9151     |
| 39  | Мушко становништво са 60 и више година                                                           | 4676     |
| 40  | Женско становништво са 60 и више година                                                          | 4475     |
| 41  | Однос између мушкараца и жена                                                                    | 106.69   |
| 42  | Становништво од нуле до 14 година                                                                | 72151    |
| 43  | Становништво од 15 до 64 године                                                                  | 155785   |
| 44  | Становништво од 65 година и више                                                                 | 5411     |
| 45  | Просечан број деце                                                                               | 1.94     |
| 46  | Становништво рођено у ентитету                                                                   | 98359    |
| 47  | Мушко становништво рођено у ентитету                                                             | 49902    |
| 48  | Женско становништво рођено у ентитету                                                            | 48457    |
| 49  | Становништво рођено у другом ентитету                                                            | 131037   |
| 50  | Мушко становништво рођено у другом ентитету                                                      | 68487    |
| 51  | Женско становништво рођено у другом ентитету                                                     | 62550    |
| 52  | Становништво од 5 година и више резидентно у ентитету у јуну 2005. године                        | 155957   |
| 53  | Мушко становништво старосног доба од 5 година и више, резидентно у ентитету у јуну 2005. године  | 80681    |
| 54  | Женско становништво старосног доба од 5 и више година, резидентно у ентитету у јуну 2005. године | 75276    |
| 55  | Становништво од 5 година и више које је живело у другом ентитету у јуну 2005. године             | 46736    |
| 56  | Мушко становништво старије од 5 година које је живело у другом ентитету у јуну 2005. године      | 23929    |
| 57  | Женско становништво старије од 5 година које је живело у другом ентитету у јуну 2005. године     | 22807    |
| 58  | Становништво од 3 године и више које говори аутохтони језик                                      | 4114     |
| 59  | Мушко становништво старо 3 године и више које говори аутохтони језик                             | 2299     |
| 60  | Женско становништво старо 3 године и више које говори аутохтони језик                            | 1815     |
| 61  | Становништво од 3 године и више које говори аутохтони језик и не говори шпански језик            | 9        |
| 62  | Мушко становништво старо 3 године и више које говори аутохтони језик и не говори шпански         | 7        |
| 63  | Женско становништво старо 3 године и више које говори аутохтони језик и не говори шпански језик  | 2        |
| 64  | Становништво старо 3 године и више које говори аутохтони језик и шпански                         | 3636     |
| 65  | Мушко становништво старо 3 године и више које говори аутохтони језик и шпански                   | 2015     |
| 66  | Женско становништво старо 3 године и више које говори аутохтони језик и шпански                  | 1621     |
| 67  | Становништво од 5 година и више које говори аутохтони језик                                      | 4069     |
| 68  | Становништво од 5 година и више које говори аутохтони језик и не говори шпански језик            | 7        |
| 69  | Становништво од 5 година и више које говори аутохтони језик и говори шпански језик               | 3604     |
| 70  | Становништво у домородачким домаћинствима                                                        | 8669     |
| 71  | Становништво са ограничењима у активностима                                                      | 7342     |
| 72  | Становништво са ограниченим ходањем или кретањем, горе или доле                                  | 3503     |
| 73  | Становници са ограничењима вида, чак и уз кориштење сочива                                       | 2717     |
| 74  | Становништво са ограничењима говора, комуникације или конверзације                               | 718      |
| 75  | Становништво са ограниченим слухом                                                               | 561      |
| 76  | Становништво са ограничењима при одевању, купању или јелу                                        | 376      |
| 77  | Становништво са ограничењима у опажању или учењу једноставних ствари                             | 405      |
| 78  | Становништво са менталним ограничењима                                                           | 546      |
| 79  | Становништво без ограничења активности                                                           | 224192   |
| 80  | Становништво од 3 до 5 година које не похађа школу                                               | 7827     |
| 81  | Мушко становништво од 3 до 5 година које не похађа школу                                         | 3923     |
| 82  | Женско становништво од 3 до 5 година које не похађа школу                                        | 3904     |
| 83  | Становништво од 6 до 11 година које не похађа школу                                              | 663      |
| 84  | Мушко становништво од 6 до 11 година које не похађа школу                                        | 362      |
| 85  | Женско становништво од 6 до 11 година које не похађа школу                                       | 301      |
| 86  | Становништво од 12 до 14 година које не похађа школу                                             | 830      |
| 87  | Мушко становништво од 12 до 14 година које не похађа школу                                       | 459      |
| 88  | Женско становништво од 12 до 14 година које не похађа школу                                      | 371      |
| 89  | Становништво од 15 до 17 година похађа школу                                                     | 8597     |
| 90  | Мушко становништво од 15 до 17 година похађа школу                                               | 4267     |
| 91  | Женско становништво између 15 и 17 година живота у школи                                         | 4330     |
| 92  | Становништво од 18 до 24 године похађа школу                                                     | 5519     |
| 93  | Мушко становништво од 18 до 24 године похађа школу                                               | 2841     |
| 94  | Женско становништво од 18 до 24 године похађа школу                                              | 2678     |
| 95  | Становништво од 8 до 14 година које не може да чита и пише                                       | 765      |
| 96  | Мушко становништво старосног доба од 8 до 14 година које не може да чита и пише                  | 455      |
| 97  | Женско становништво старосног доби од 8 до 14 година које не може да чита и пише                 | 310      |
| 98  | Становништво од 15 година и више које је неписмено                                               | 4608     |
| 99  | Мушко становништво од 15 година и више које је неписмено                                         | 2080     |
| 100 | Женско становништво од 15 година и више које је неписмено                                        | 2528     |
| 101 | Становништво старо 15 и више година без школовања                                                | 5805     |
| 102 | Мушко становништво старо 15 и више година без школовања                                          | 2748     |
| 103 | Женско становништво старо 15 и више година без школовања                                         | 3057     |
| 104 | Становништво старосног доба 15 и више година са непотпуним основним образовањем                  | 15398    |
| 105 | Мушко становништво старосног доба од 15 година и више са непотпуном основним образовањем         | 8060     |
| 106 | Женско становништво старосног доба 15 и више година са непотпуном основним образовањем           | 7338     |
| 107 | Становништво старо 15 и више година са комплетним основним образовањем                           | 23543    |
| 108 | Мушко становништво старо 15 година и више са комплетним основним образовањем                     | 12226    |
| 109 | Женско становништво старо 15 и више година са комплетним основним образовањем                    | 11317    |
| 110 | Становништво старосног доба 15 и више година са непотпуним средњим образовањем                   | 10980    |
| 111 | Мушко становништво старосног доба од 15 година и више са непотпуним средњим образовањем          | 6261     |
| 112 | Женско становништво старосног доба од 15 година и више са непотпуним средњим образовањем         | 4719     |
| 113 | Становништво старо 15 и више година са пуним секундарном образовањем                             | 36880    |
| 114 | Мушко становништво старосног доба од 15 година и више са пуним секундарном образовањем           | 19674    |
| 115 | Женско становништво старосног доба од 15 година и више са пуним секундарном образовањем          | 17206    |
| 116 | Становништво старије од 18 година са постосновним образовањем                                    | 62492    |
| 117 | Мушко становништво старије од 18 година са постосновним образовањем                              | 32123    |
| 118 | Женско становништво старије од 18 година са постосновним образовањем                             | 30369    |
| 119 | Просечна оцена школовања                                                                         | 9.32     |
| 120 | Просечан ниво образовања мушке популације                                                        | 9.32     |
| 121 | Просечан ниво образовања женског становништва                                                    | 9.33     |
| 122 | Економски активно становништво                                                                   | 110085   |
| 123 | Економски активна мушка популација                                                               | 72384    |
| 124 | Економски активна женска популација                                                              | 37701    |
| 125 | Становништво које није економски активно                                                         | 62891    |
| 126 | Мушко становништво које није економски активно                                                   | 17480    |
| 127 | Женско становништво које није економски активно                                                  | 45411    |
| 128 | Запослено становништво                                                                           | 102849   |
| 129 | Запослено мушко становништво                                                                     | 66425    |
| 130 | Запослено женско становништво                                                                    | 36424    |
| 131 | Незапослена популација                                                                           | 7236     |
| 132 | Незапослена мушка популација                                                                     | 5959     |
| 133 | Незапослена женска популација                                                                    | 1277     |
| 134 | Становништво без права на здравствене услуге                                                     | 64056    |
| 135 | Становништво које има право на здравствене услуге                                                | 168626   |
| 136 | Становништво које има право на ИМСС                                                              | 110095   |
| 137 | Становништво које има право на социјално осигурање                                               | 14183    |
| 138 | Становништво које има право на државно социјално осигурање                                       | 311      |
| 139 | Становништво које има право на опште осигурање или здравствено осигурање за нову генерацију      | 38560    |
| 140 | Становништво које је било једном или није било у браку током 12 година и више                    | 56173    |
| 141 | Венчано или уједињено становништво од 12 година и више                                           | 102203   |
| 142 | Становништво које је било у браку или уједињено 12 година и више                                 | 14792    |
| 143 | Становништво са католичком религијом                                                             | 182226   |
| 144 | Протестанти, еванђелисти и библијски следбеници различити од еванђелиста                         | 28725    |
| 145 | Становништво са другим религијама различитим од претходних                                       | 294      |
| 146 | Становништво без религије                                                                        | 17854    |
| 147 | Укупно пописаних домаћинства                                                                     | 64903    |
| 148 | Пописна домаћинства на челу са мушкарцима                                                        | 50123    |
| 149 | Пописна домаћинства на челу са женама                                                            | 14780    |
| 150 | Становништво у пописним домаћинствима                                                            | 232502   |
| 151 | Становништво у пописним домаћинствима на челу са мушкарцима                                      | 182419   |
| 152 | Становништво у пописним домаћинствима на челу са женама                                          | 50083    |
| 153 | Укупно домаћинстава                                                                              | 90739    |
| 154 | Укупно насељених домаћинстава                                                                    | 66620    |
| 155 | Укупно приватних кућа                                                                            | 89022    |
| 156 | Насељени приватни домови                                                                         | 64903    |
| 157 | Укупно насељених приватних кућа                                                                  | 66588    |
| 158 | Ненасељене приватне куће                                                                         | 16428    |
| 159 | Појединачна домаћинства за привремену употребу                                                   | 7691     |
| 160 | Становници у насељеним приватним кућама                                                          | 232502   |
| 161 | Насељеност станара у приватним становима                                                         | 3.58     |
| 162 | Просечно становника по соби у приватним насељеним домаћинствима                                  | 1.23     |
| 163 | Појединачна домаћинства са подовима од различитих материјала од земље                            | 58040    |
| 164 | Појединачна домаћинства у приземљу                                                               | 6175     |
| 165 | Појединачна домаћинства са једном спаваћом собом                                                 | 29167    |
| 166 | Појединачна домаћинства са две спаваће собе и више                                               | 35219    |
| 167 | Појединачна домаћинства са једним собом                                                          | 14355    |
| 168 | Појединачна домаћинства са две собе                                                              | 13287    |
| 169 | Појединачна домаћинства са 3 собе и више                                                         | 36695    |
| 170 | Појединачна домаћинства која имају електрично светло                                             | 62067    |
| 171 | Појединачна домаћинства која немају електрично светло                                            | 2384     |
| 172 | Појединачна домаћинства која имају водоводну воду у стамбеном простору                           | 52214    |
| 173 | Појединачна домаћинства која немају водоводну воду у стамбеном простору                          | 12065    |
| 174 | Појединачна домаћинства која имају тоалет                                                        | 63228    |
| 175 | Појединачна домаћинства која имају канализацију                                                  | 62244    |
| 176 | Појединачна домаћинства која немају канализацију                                                 | 1881     |
| 177 | Појединачна домаћинства која имају електрично светло, довод воде из јавне мреже и канализацију   | 51187    |
| 178 | Појединачна домаћинства без икаквих услова                                                       | 777      |
| 179 | Појединачна домаћинства која имају радио                                                         | 43012    |
| 180 | Појединачна домаћинства која имају телевизор                                                     | 60706    |
| 181 | Појединачна домаћинства која имају фрижидер                                                      | 55815    |
| 182 | Појединачна домаћинства која имају машину за веш                                                 | 40160    |
| 183 | Појединачна домаћинства која имају аутомобил или комби                                           | 40998    |
| 184 | Појединачна домаћинства која имају рачунар                                                       | 24872    |
| 185 | Појединачна домаћинства која имају фиксну телефонску линију                                      | 21435    |
| 186 | Појединачна домаћинства која имају мобилни телефон                                               | 57566    |
| 187 | Појединачна домаћинства која имају приступ интернету                                             | 20371    |